# Festungstruppen (Schweiz)
Die Festungstruppen waren eine Truppengattung der Schweizer Armee, die hauptsächlich in den Gebirgstruppen des 3. Armeekorps (1962–1992 Gebirgsarmeekorps 3) zusammengefasst waren,  mehrheitlich in den Artilleriefestungen im Alpenraum eingesetzt wurden und speziell für den Kampf in schwierigem Gelände und unter ungünstigen klimatischen Bedingungen ausgebildet und ausgerüstet waren. Die Geschichte der Festungstruppen ist weitgehend auch die Geschichte der Festungsbrigade 23, der sogenannten Gotthardbrigade. 

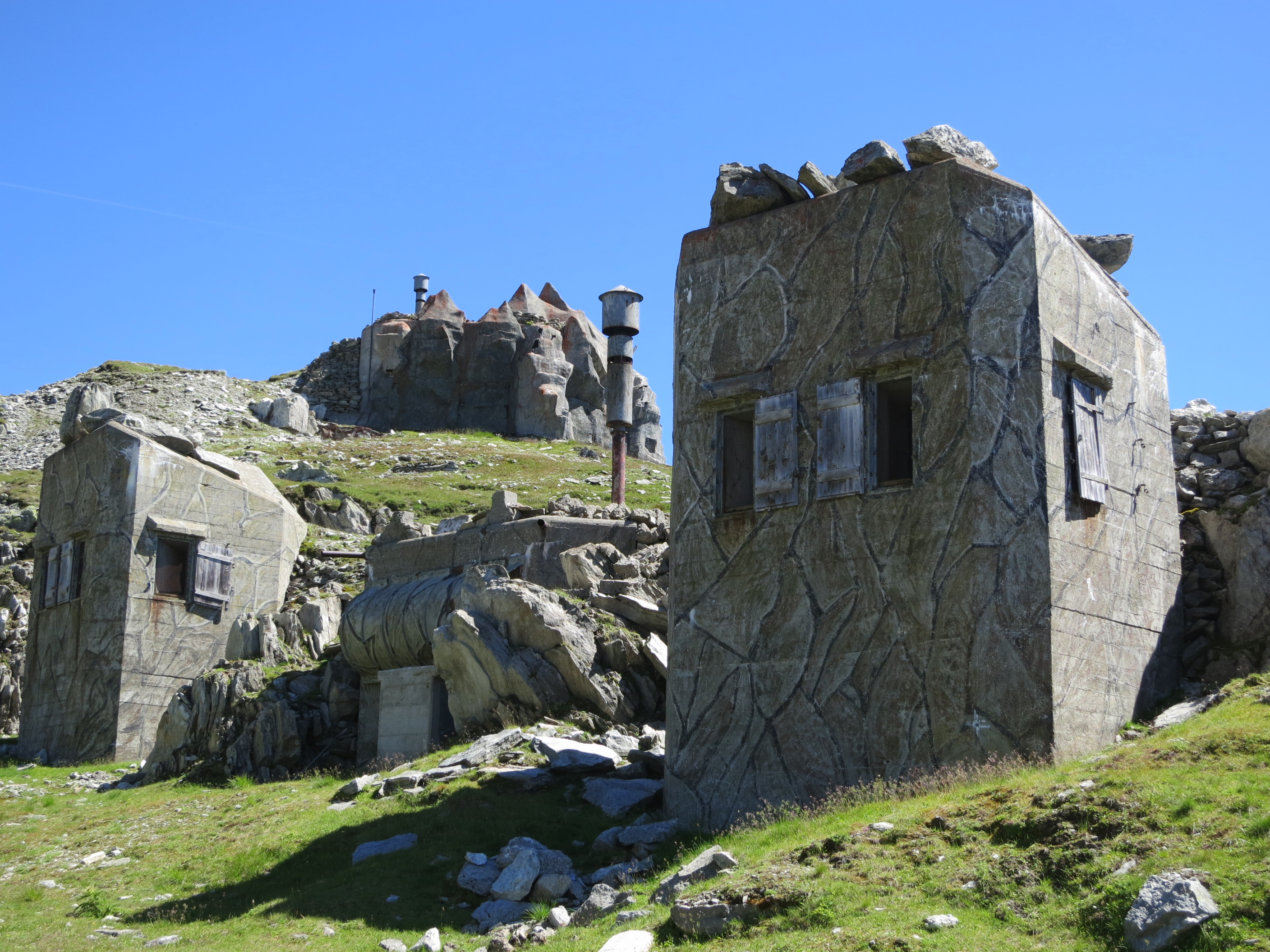
Artilleriewerk Gütsch

Als Folge der veränderten Bedrohungslage und nach verschiedenen Reformen zur Reduktion des Bestandes der Armee wurden die Festungstruppen 2003 mit der Armee XXI abgeschafft. 2011 wurden die letzten Artilleriestellungen deaktiviert.

## Vorgeschichte
Die Geschichte der schweizerischen Befestigungen begann 1831 mit dem Bau der Grenzbefestigungen Aarburg, Luziensteig, Saint-Maurice und Gondo, die bis gegen Ende des 19. Jahrhunderts noch keine Artillerie besassen. 1853–54 liess der junge Bundesstaat Schweiz südlich von Bellinzona den Bau eines Teilstücks der vom Sonderbundsgeneral Guillaume-Henri Dufour entworfenen Befestigungslinie bauen, die Fortini della Fame. 
Die Eröffnung des strategisch wichtigen Gotthardtunnels und das Ringen um die Entstehung der beiden Nationalstaaten Italien und Deutschland (1871) führte zwischen 1885 und 1902 zu einer Befestigung des Gotthardgebiets (Fort Hospiz, Forte Airolo, Festung Motto Bartola, Fort Stöckli, Fort Bühl, Fort Bäzberg).

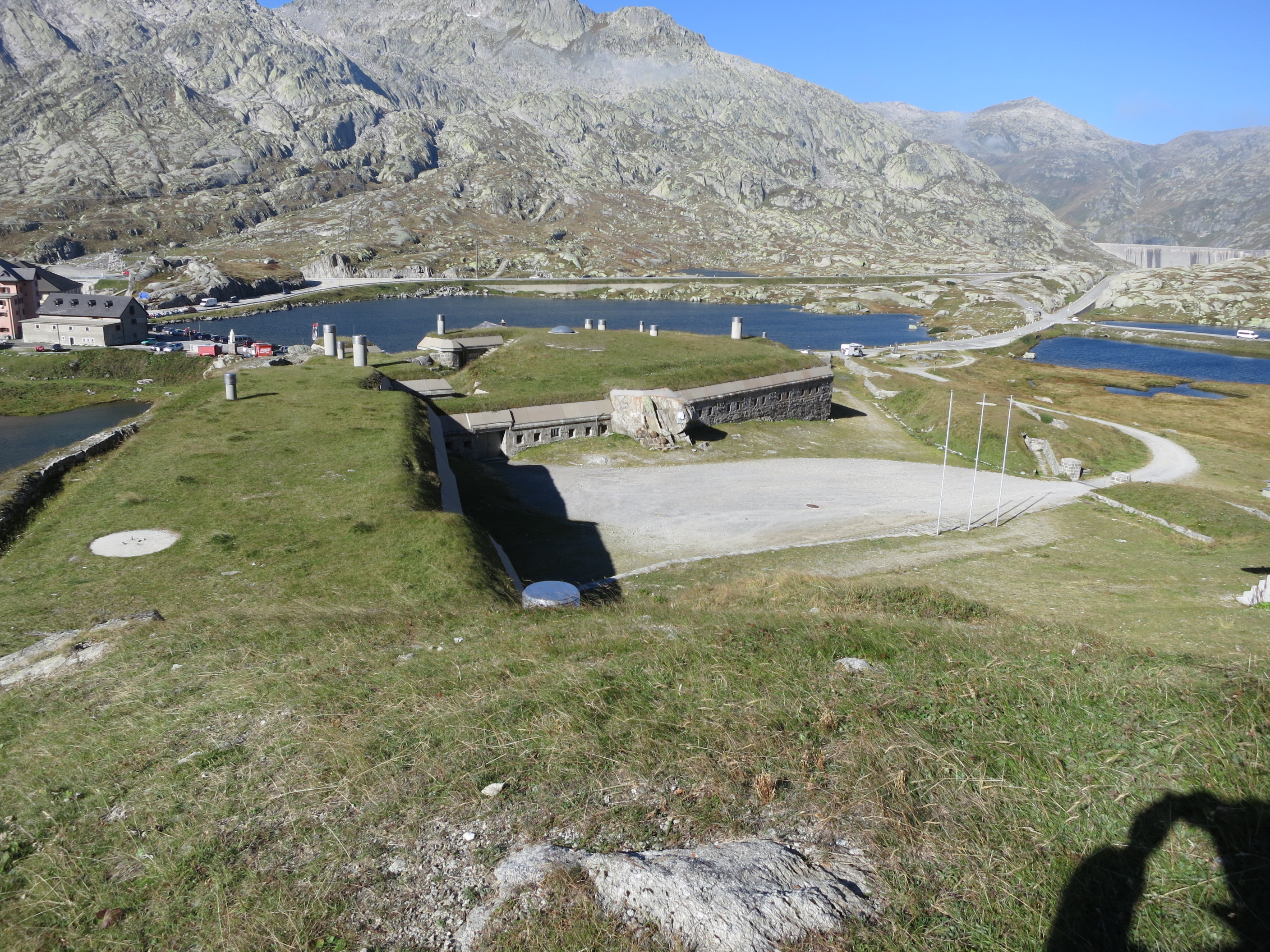
Fort Hospiz
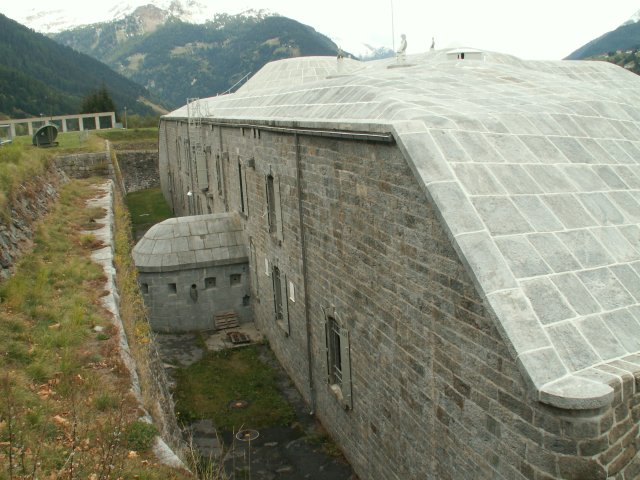
Forte Airolo
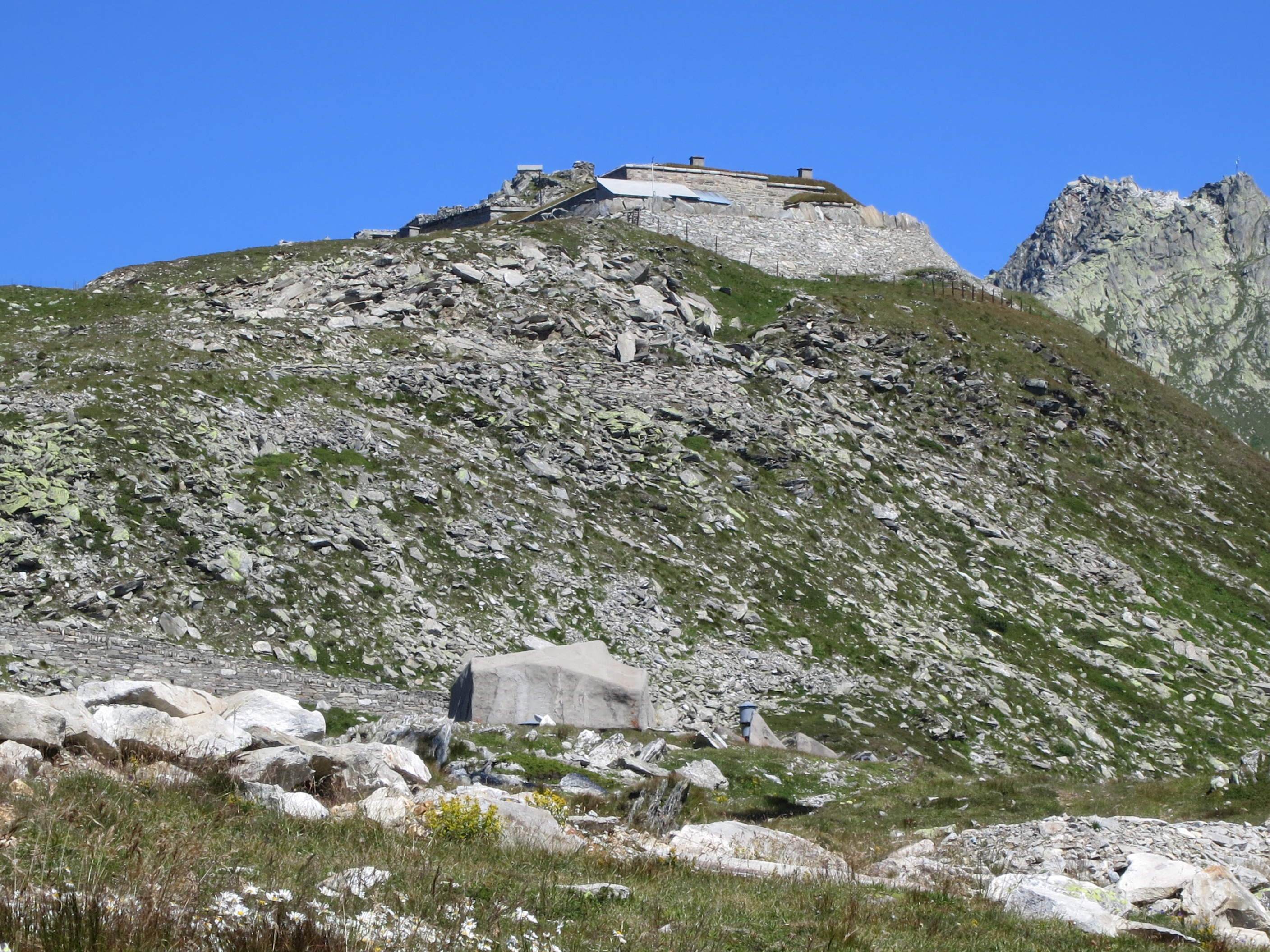
Fort Stöckli mit Panzerturm des AW Gütsch (Vordergrund)
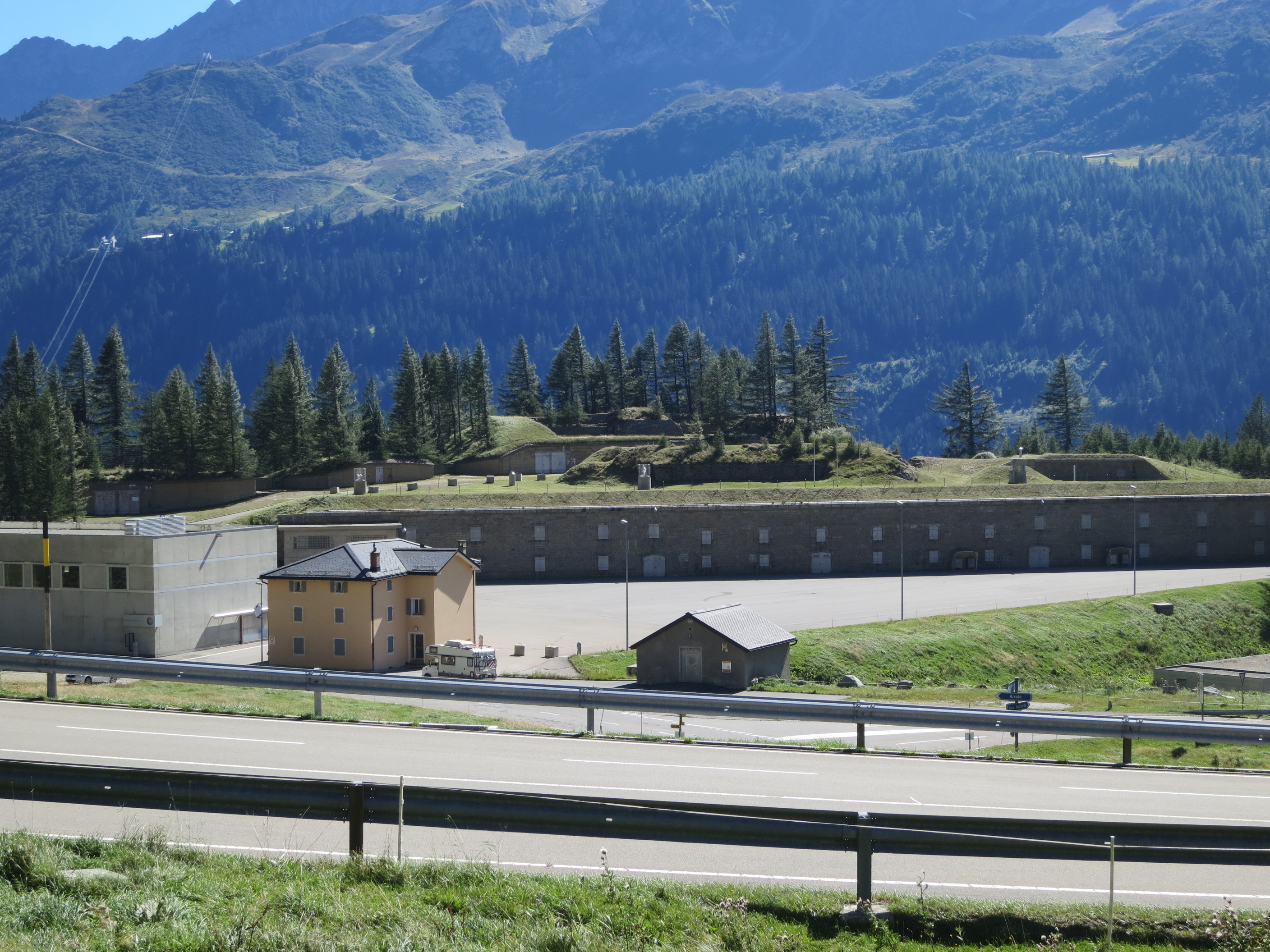
Motto Bartola

## Zweck und Bedeutung

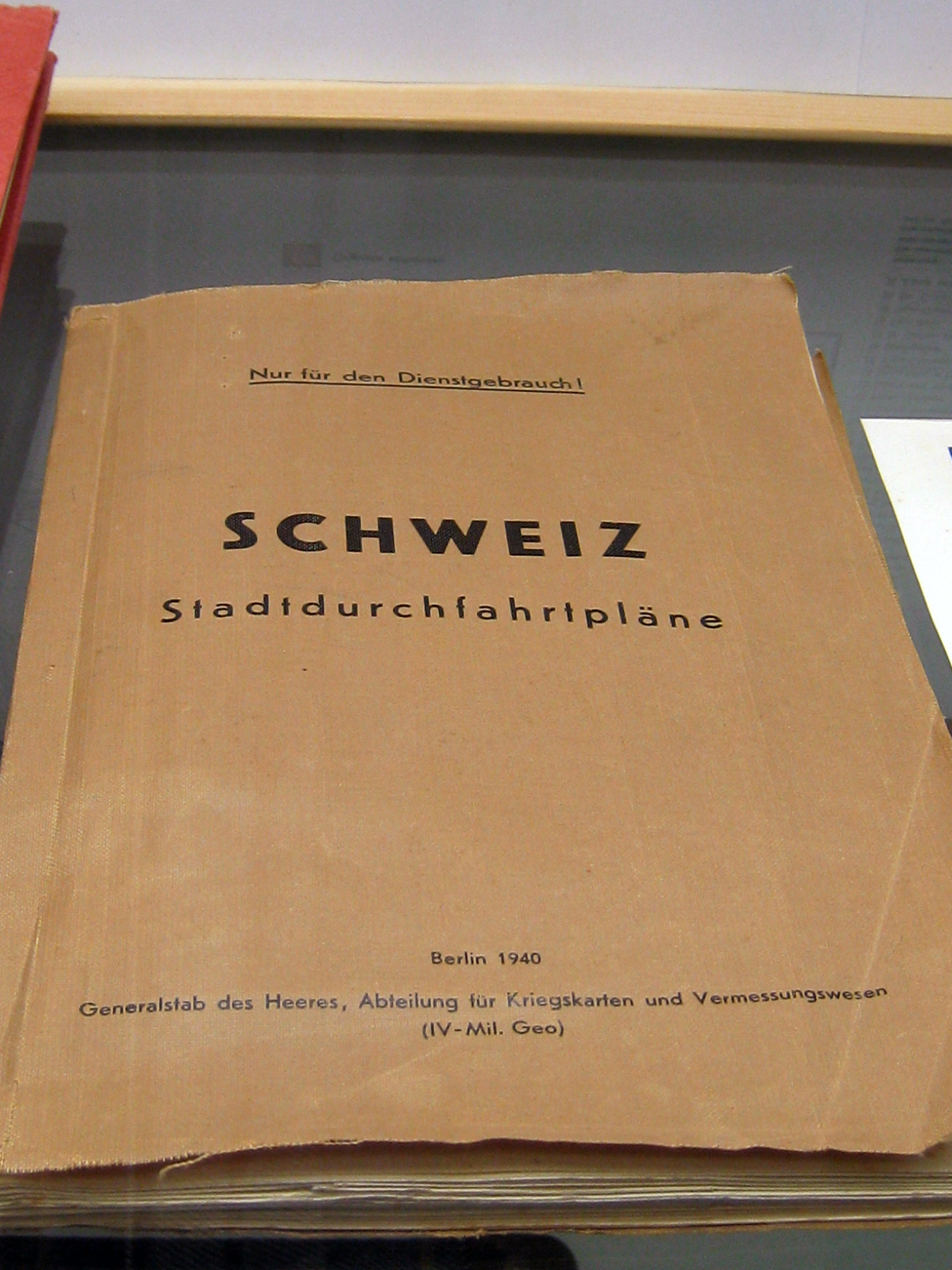
Durchmarschpläne des deutschen Generalstabes 1940

Mit den Befestigungen wollte man Zeit gewinnen, um in bestimmtem Räumen Kräfte zu sparen, eine Basis für die beweglichen Kampfführung und allenfalls einen Hort des letzten Widerstandes zu haben sowie der Truppe Schutz in topographisch und klimatisch schwierigen Verhältnissen zu gewähren und die Feuerunterstützung sicherzustellen. 
General Guisan erwähnte die Bedeutung der Befestigungsbauten in seinem Bericht über den Aktivdienst 1939–1945:

„Ich bin überzeugt, dass unsere Befestigungsbauten etwa von 1943 an in deutschen Plänen eine bedeutende Rolle gespielt haben, und es ist wahrscheinlich, dass sie wesentlich dazu beigetragen haben, dass von einem Angriff auf die Schweiz abgesehen wurde. Die Ausgaben für die Festungsbauten haben sich deshalb gut bezahlt gemacht.“

## Aufgaben
Die Angehörigen der Festungstruppen sollten im nie eingetretenen Ernstfall folgende Aufgaben wahrnehmen:

### Festungsartillerie
- Kanoniere bedienten die Festungsgeschütze. Sie hatten auch eine Werkschutz und Gefechtsausbildung.
- Vermesser halfen den Feuerleitoffizieren (Feuerleitstelle) und den Schiesskommandanten (Beobachtungsposten).
- Beobachter erstellten Artilleriewettermeldungen (Artilleriewetterzüge), damit rein rechnerisch (ohne Einschiessen) geschossen werden konnte.
- Artillerieübermittler erstellten artilleristische Verbindungen im Stellungsraum und Beobachtungsraum. Sie hatten auch eine Werkschutz-, Gefechts- und Gebirgsausbildung.
- Wettersoldaten versorgten die Feuerleitoffiziere mit den nötigen Wetterdaten wie Windstärke, Windrichtung in den verschiedenen Höhen, um ohne Einschiessen das Ziel zu treffen.

### Festungsinfanterie in Artillerieforts
- Füsiliere überwachten und sicherten und wurden für Gegenstösse eingesetzt.
- Mitrailleure/Panzerabwehrkanoniere bekämpften gepanzerte und infanteristische Gegner  und wurden für Gegenstösse eingesetzt.
- Minenwerferkanoniere bekämpften feindliche Feuerbasen im Werkumgelände und unterstützen den Verteidigungskampf der Festungsinfanterie. Sie waren auch Reservetruppen für Gegenstösse und Sperraufträge.

### Werkschutz
- Werkschutzsoldaten waren zuständig für AC-Einrichtungen, Eintrittskontrolle, Werkpolizei, Brandbekämpfung und Rettungsdienst, Verteidigung im Werkinnern.
- Maschinisten betrieben die Maschinen und Ventilationsanlagen und trafen Massnahmen bei atomaren und chemischen Angriffen.
- Werkübermittlungsoldaten betrieben die Werkverbindungen im Werk.
- Motorfahrer übernahmen Transportaufgaben.

### Fliegerabwehr
- Festungsflab schützte das Werk vor Fliegerangriffen und unterstützte die Aussenverteidigung.

### Werkformationen
Die Werkformationen wurden in Infanterieforts und -bunkern an Sperren eingesetzt und bestanden aus Festungsinfanterie. In diesen Formationen waren insbesondere Soldaten des Landsturms aus den Mechanisierten Verbänden eingeteilt. Da sie an den Sperren den Auftrag hatten, den Mechanisierten Gegner aufzuhalten, konnte das Fachwissen aus der Einteilung im Auszug weiter angewendet werden. Der wesentliche Unterschied war nun, dass sie nicht mehr mobil waren. Die Bekämpfung des mechanisierten Gegners war aber technisch gleich. Sie unterstützten mit ihren verbunkerten Waffen (Maschinengewehre, Panzerabwehrkanonen) ortsfeste Kampftruppen.

## Ausbildung und Winterausrüstung
Im Ersten Weltkrieg wurden neben den Gebirgsbrigaden waren auch die Besatzungen der Festungen Gotthard und St. Maurice gebirgsmässig ausgebildet. Die Ausrüstung für die Gebirgstruppen wurden während der Grenzbesetzung neben Wadenbinden, Handschuhen und Ohrenkappen mit 46 Gebirgsküchenfourgons, 6.500 Paar Ski, 1.100 Eispickel, 1.500 Zelteinheiten, 1.500 Schneebrillen erweitert. Die Festungen erhielten zusätzlich Scheinwerfer, Telefonausrüstungen, 270 Paar Schneereifen, 4.000 Schneebrillen, 850 Zelteinheiten und 1.700 Wolldecken. Erstmals wurde auch die freiwillige ausserdienstliche Gebirgsausbildung (Skikurse, Militärpatrouillenlauf des Schweizerischen Skiverbandes, turnerischer Vorunterricht des Eidgenössischen Turnvereins, bewaffneter Vorunterricht der Schweizerischen Offiziersgesellschaft) geregelt.
Im Zweiten Weltkrieg wurden die bisher im Mittelland operierenden Verbände für die Kampfführung im gebirgigen Reduit ausgebildet. Es wurden grössere Gebirgsmanöver und zahlreiche Gebirgskurse und Gebirgswettkämpfe (Divisionsmeisterschaften) aller Art durchgeführt. Die bisherige obligatorische und freiwillige Gebirgsausbildung wurde weiter gefördert. 1943 wurde von der Schweizer Armee erstmals die Patrouille des Glaciers organisiert. 1942 das Ausbildungszentrum in Magglingen und gründete 1944 die Eidgenössische Turn- und Sportschule.
Bei der Gebirgsausbildung konnte die Milizarmee auch auf eigene Spezialisten zurückgreifen. Zum Beispiel erhielt die Festungskompanie auf dem Gotthard durch truppeneigene Ausbildner, wie Bergführer, Tourenleiter und Skilehrer eine Sommer- und Winterausbildung. Im Wiederholungskurs 1968 wurde unter dem Gefreiten Max Eiselin, dem ehemaligen Expeditionsleiter der Dhaulagiri-Expedition 1960, unter anderem das Abseilen über Felswände geübt.

Offizierspatrouille beim Surettagletscher
Klettern am Felsenkamm
Zielankunft Patrouillenlauf
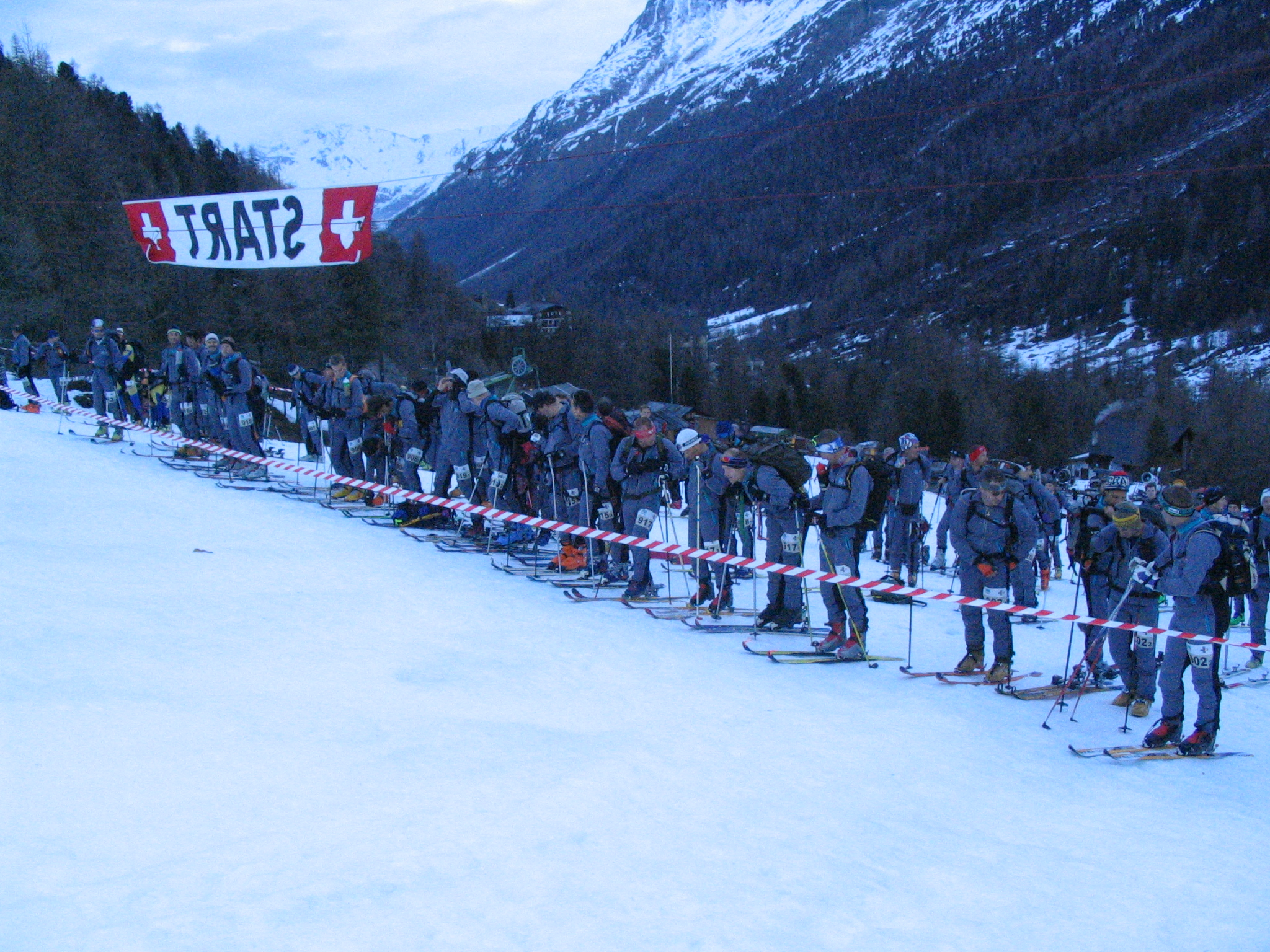
Start der Patrouille des Glaciers

## Entstehung der Festungstruppen
Mit der Zentralstellung um das Fort Andermatt sollte das Rhone-, Rhein- und Tessintal beherrscht werden. Die Sperrung der sich dort kreuzenden Strassen, ermöglichte den Festungstruppen offensiv über Furkapass, Oberalppass oder Gotthardpass vorzugehen, wofür aber diese Pässe befestigt sein mussten. 
Die Festungswerke bei Airolo sollten die Operationslinie Flüelen-Bellinzona, sowohl Strasse als namentlich auch die Eisenbahn, gegen eine Unterbrechung vom Bedrettotal und dem San Giacomopass her schützen.
Mit Bundesratsbeschluss vom 1. März 1892 wurden die Truppen für die Sicherheitsbesatzung am Gotthard festgelegt: Stab, 2 Infanteriebataillone Auszug, 7 Infanteriebataillone Landwehr, 2 Festungskompanien und 1 Positionsartillerieabteilung sowie weitere Einheiten. 1894 konnten alle Anlagen der Truppe übergeben werden und die Gotthardfestung war in groben Zügen gebildet. 
Mit dem Bundesratsbeschluss vom 13. Juli 1894 wurden die Festungstruppen von St. Maurice festgelegt.

### St. Gotthardbefestigung
Der erste grosse Verband im Raum der späteren Festungsbrigade 23 (Truppenordnung 51) war die sogenannte St. Gotthardbefestigung, die später in Festungsbesatzung St. Gotthard und anschliessend in Gotthardbesatzung umbenannt wurde. 
Mit der Truppenordnung 1911 erhielt die Festungsbesatzung am Gotthard folgende Gliederung: Stab, 1 Festungsinfanteriebataillon  Auszug, 7 Festungsinfanteriebataillone Landwehr, 2 Festungsmitrailleurabteilungen, 3 Festungsartillerieabteilungen und weitere Einheiten.

## Erster Weltkrieg
Die bestehenden Anlagen wurden bis zum Ersten Weltkrieg laufend modernisiert, teilweise erweitert sowie Infanterieanlagen, Positionsartilleriestellungen und Truppenunterkünfte gebaut. 
Der Auftrag der Gotthardbesatzung und des Grenzdetachements Simplon war, die Gotthard- und Simplonbahnlinien zu schützen, die Passübergänge Oberalp, Gotthard, Furka und Simplon zu sperren sowie mit dem ihr zeitweise unterstellten Grenzdetachement Südtessin die Landesgrenze vom Simplonpass bis zum San Bernardino zu bewachen.
Für den Chef des Generalstabes der Armee Theophil Sprecher von Bernegg hatte der Kriegsverlauf die Bedeutung der Festungen bestätigt.

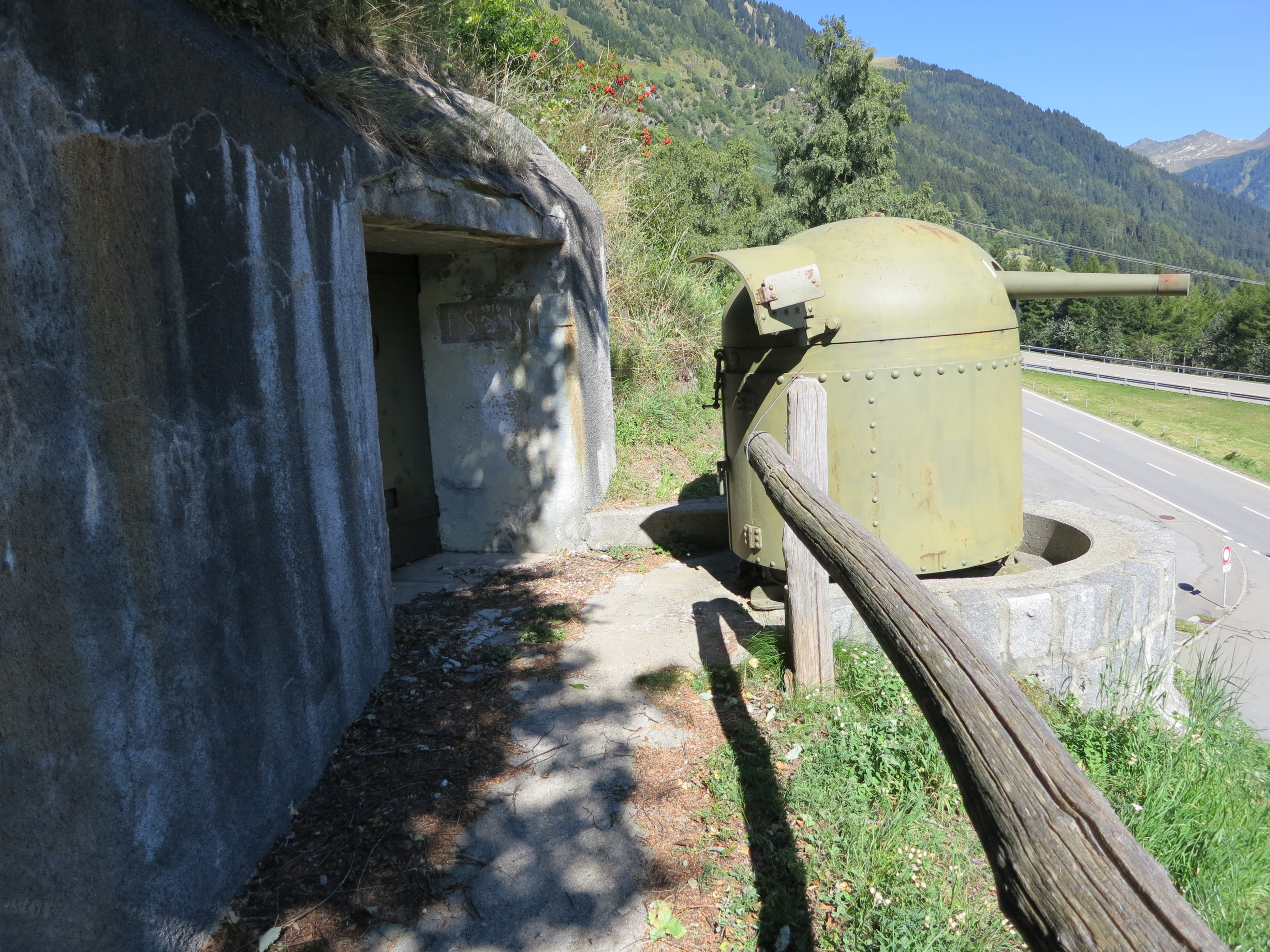
Forte Airolo: Fahrpanzer
Felskaserne Gondo
Werk Gondo
Flankiergalerie Magadino

## Zwischenkriegszeit
Aufgrund der Friedenseuphorie nach dem Ersten Weltkrieg wurden die Festungen nur noch notdürftig unterhalten. Aufgrund der sich in den 1930er-Jahren verschlechternden politischen Lage wurden 1939 am San Giacomopass zwei kleine Panzerwerke und Anlagen erstellt. 
Die Truppenordnung 38 führte zu einer starken Vermehrung der Gebirgstruppen. Es wurden drei vollständige Gebirgsheereseinheiten (Gebirgsdivisionen 3 Berneralpen, 8 Innerschweiz, 9 Oberwallis (Geb Br 12) und Gotthard (Geb Br 9)) sowie drei selbständige Gebirgsbrigaden (10 Unterwallis, 11 Simplonbrigade, 12 Graubünden) geschaffen.

### Gotthardbesatzung
Die Truppenordnung 1924 gliederte die St. Gotthardbesatzung folgendermassen: Stab und 3 Frontstäbe, 1 Gebirgsinfanteriebataillon Auszug, 5 Gebirgsinfanteriebataillone Landwehr, 2 Gebirgsmitrailleurabteilungen, 7 Artillerieabteilungen, 3 Festungsartillerieabteilungen und weitere Einheiten.
Die Truppenordnung 1936 brachte die Eingliederung der Gotthard-Festungstruppen als Gebirgsbrigade 9 in die  9. Division: Stab, 3 Frontstäbe, 3 Gebirgsfüsilierbataillone Auszug, 2 Gebirgsfüsilierbataillone Landwehr, 3 Gebirgsgrenzfüsilierbataillone, 3 Territorialbataillone, 2 Gebirgsmitrailleurabteilungen, 5 Artillerieabteilungen, 2 Festungsabteilungen, 1 Gebirgssappeurbataillon und weitere Einheiten. Die ehemalige Besatzung St. Maurice wurde zur Gebirgsbrigade 10. 

## Zweiter Weltkrieg
Kurz vor dem Zweiten Weltkrieg entstanden neue Festungen im Schweizer Grenzgebiet. Bis zur Kapitulation Frankreichs konzentrierte sich der Befestigungsbau auf die Grenzzonen (Artilleriewerke Rüdlingen, Festung Ebersberg, Heldsberg), Sargans, nördlicher Jura mit Fortifikation Hauenstein sowie Saint-Maurice und die Limmatstellung.
Nach Ausbruch des Zweiten Weltkrieges bezog das Gros der Armee am 4. Oktober 1939 die Limmatstellung und begann diese zu befestigen (Festung Dietikon, Festung Uetliberg). 
Der Rütlirapport mit dem Plan zum Bezug der neuen Armeestellung im Reduit löste dort eine fieberhafte Festungsbau- und Logistiktätigkeit (Vorräte für Truppe und dortige Bevölkerung für sechs Monate usw.) aus. Grössere Festungswerke entstanden in den Räumen der späteren Festungsbrigaden 10 (St. Maurice: Dailly, Cindey), 13 (Sargans: Furkels, Kastels, Magletsch, Tschingel), 23 (Gotthard), der späteren Reduitbrigaden 21 (Thunersee: Aeschiried, Burg, Faulensee, Heustrich, Hondrich, Krattigen, Mülenen, Schmockenfluh, Legi), 24 (Stans: Mueterschwanderberg, Kilchlidossen, Wissiflue, Klein-Durren, Mühlefluh, Fürigen).   
Für General Guisan wurden die drei grossen Festungen (Gotthard, Sargans, St. Maurice) innerhalb der Zentralraumstellung die wichtigsten Pfeiler des Reduit-Gesamtplans, zwischen denen andere errichtet werden konnten. Dabei bildete der Gotthard, der Kern  (Zitadelle) des stärksten und letzten Widerstandes und zentraler Kommandoposten für die Alpenübergänge, über welchen die Kontrolle behalten werden musste.

### Gebirgsbrigade 9
Mit der Mobilmachung anfangs September 1939 bezog die Gebirgsbrigade 9 (später Festungsbrigade 23) die alten, teilweise modernisierten Forts. Aufgrund des Reduitbefehls wurden in der Zentralraumstellung im Raum Gotthard zwei grosse Panzerturm- (Gütsch, San Carlo) und zwei grosse Kasemattwerke (Festung Sasso da Pigna, Grimsel) sowie kleinere Werke (Foppa Grande, Isleten, Festung Fuchsegg) bis Ende 1943 neu gebaut.
Der Auftrag der Gebirgsbrigade 9 und der 9. Division lautete: Hält den Gotthard mit Schwergewicht im Bedretto-Airolo-Abschnitt, indem sie Val Bedretto, Airolo, obere Leventina, Val Piora und den Lukmanierpass durch vorgeschobene Kräfte sichert, die Linie Galenstock-Muttenhörner-Passo di Lucendro-Fort Airolo-Piz Borel-Scopi als Hauptverteidigungslinie hält.

### Festungswachtkorps
Zur Unterstützung der Miliz-Festungstruppen wurde 1942 das Festungswachtkorps (FWK) geschaffen. Es übernahm die Anlagen und die Aufgaben der alten Fortverwaltung (1890) sowie der Grenzschutzstruppen. Als Berufskorps ist es für die Bewachung und den Unterhalt der permanenten Festungswerke sowie für die Bedienung der eingebauten technischen Anlagen, der eingelagerten Munition, Lebensmittel und Vorräte aller Art zuständig.

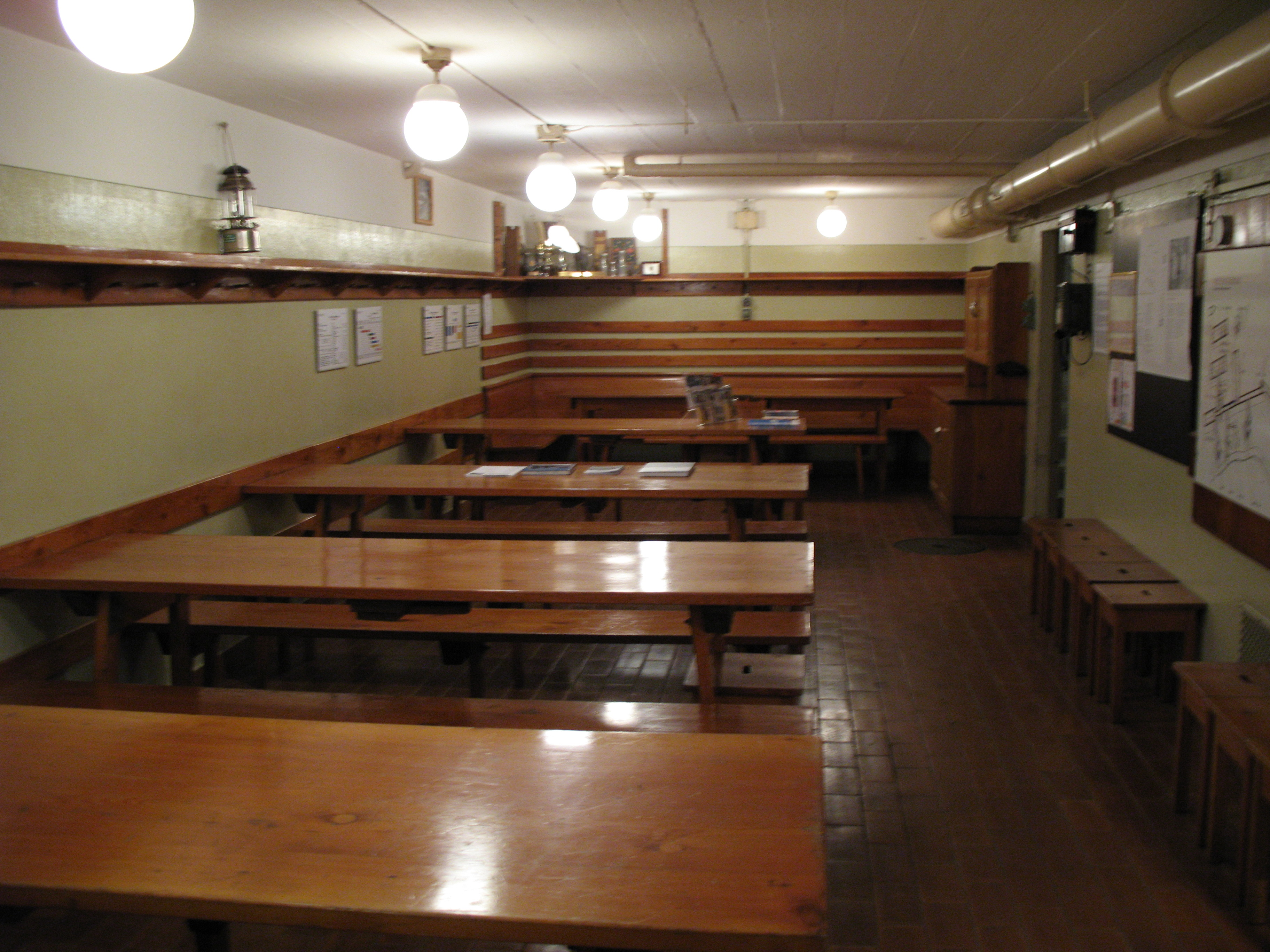
Fürigen: Essraum
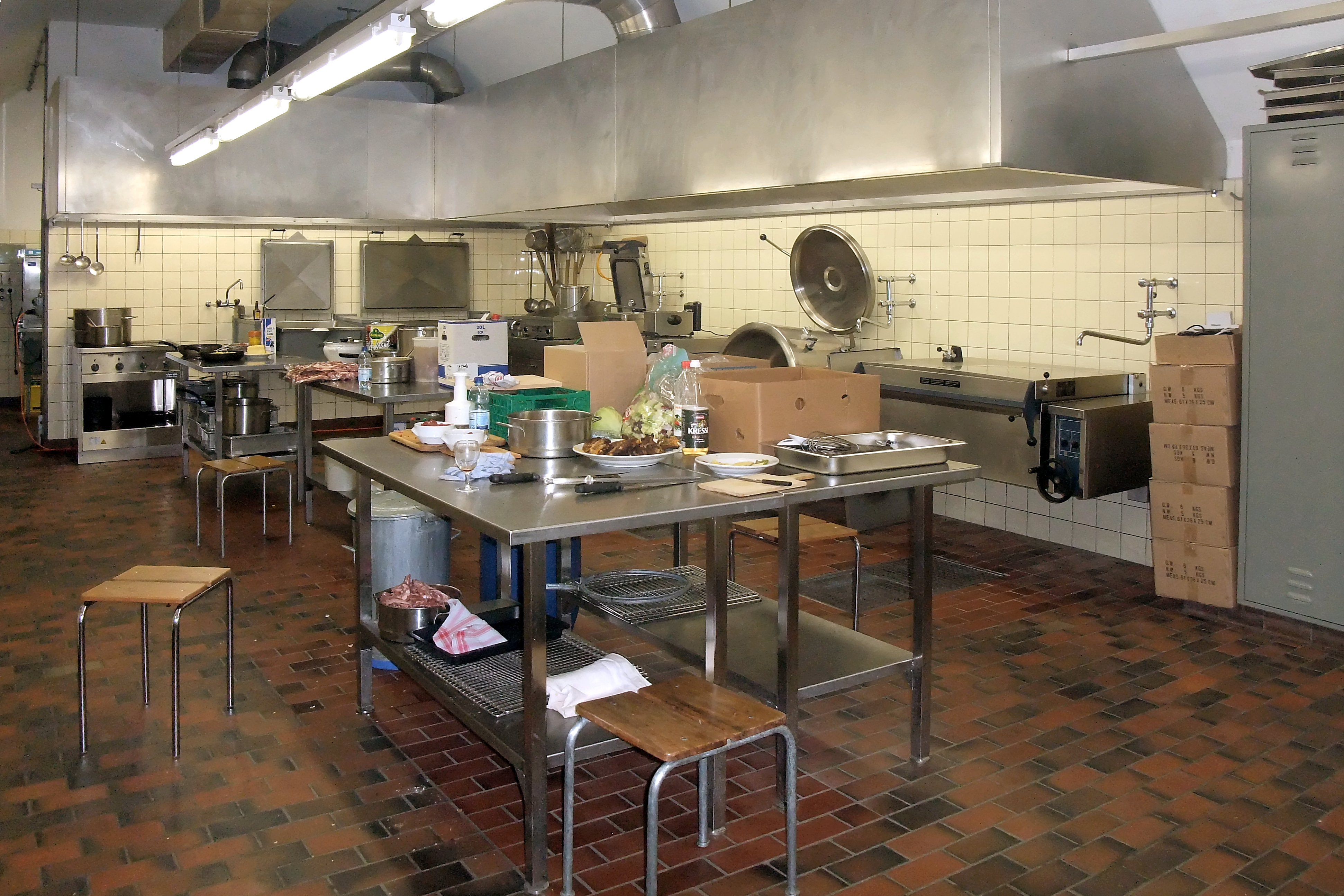
Furggels: Küche
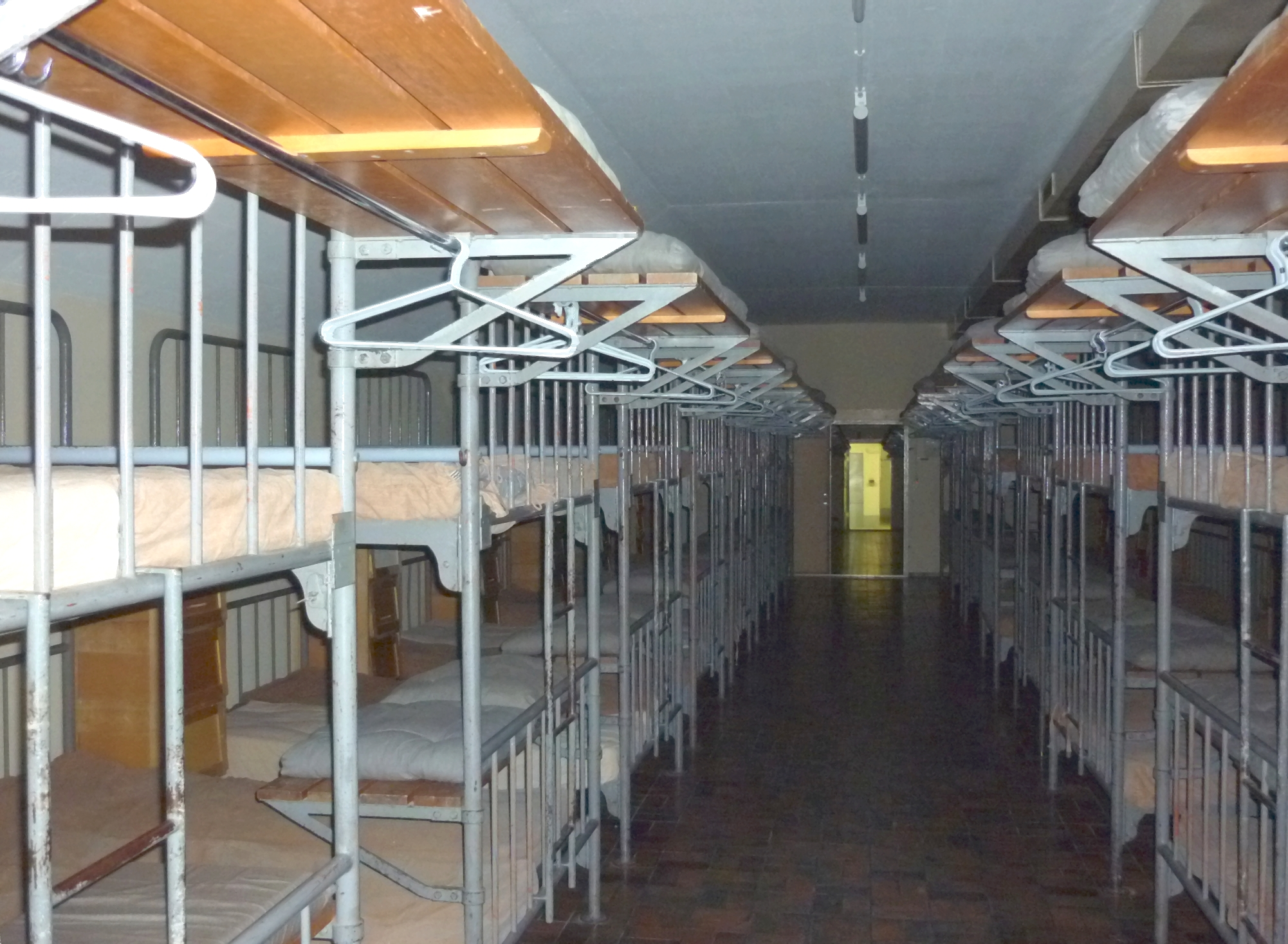
Furggels: Mannschaftsunterkunft
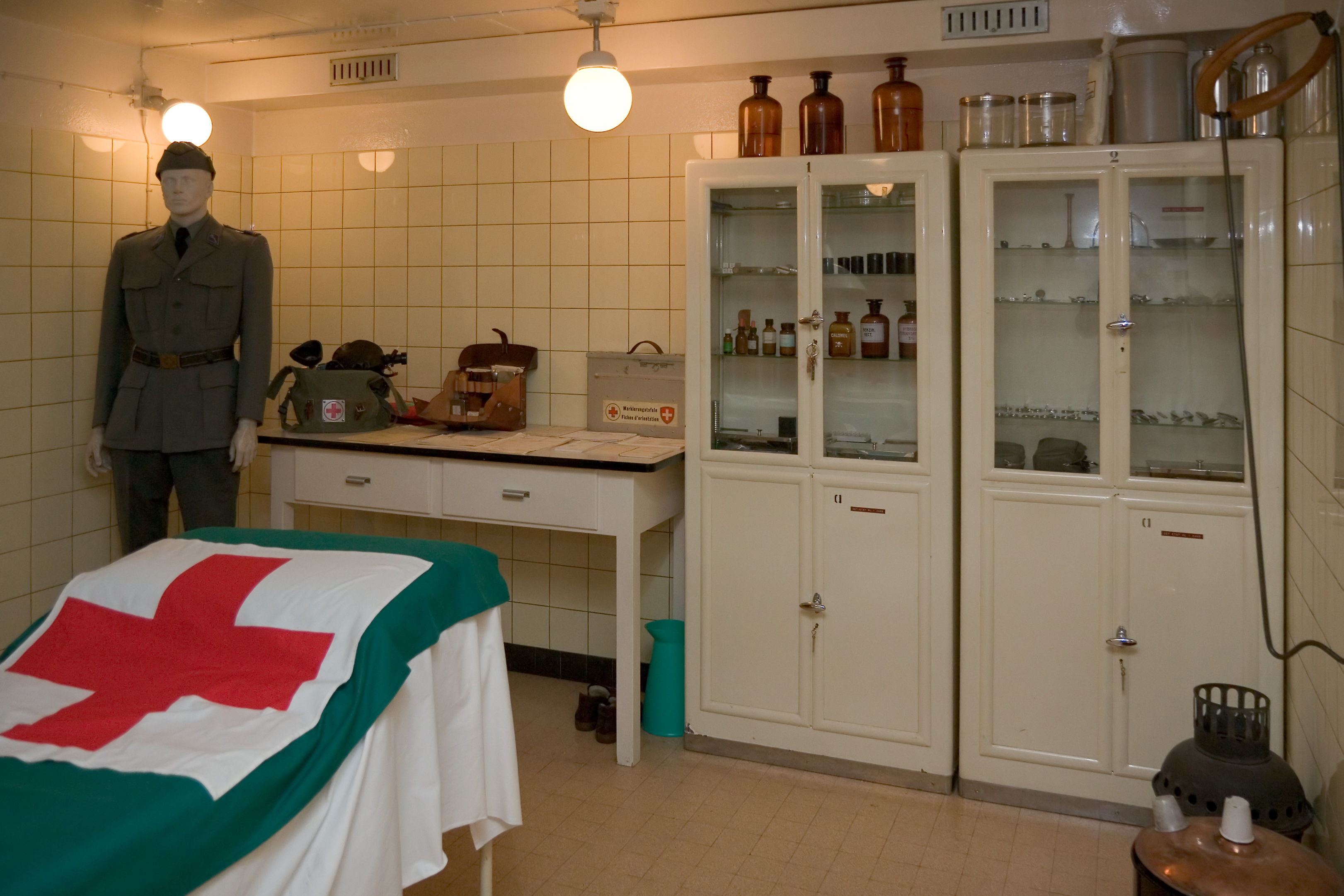
Mühlefluh Vitznau: Arztzimmer

## Kalter Krieg

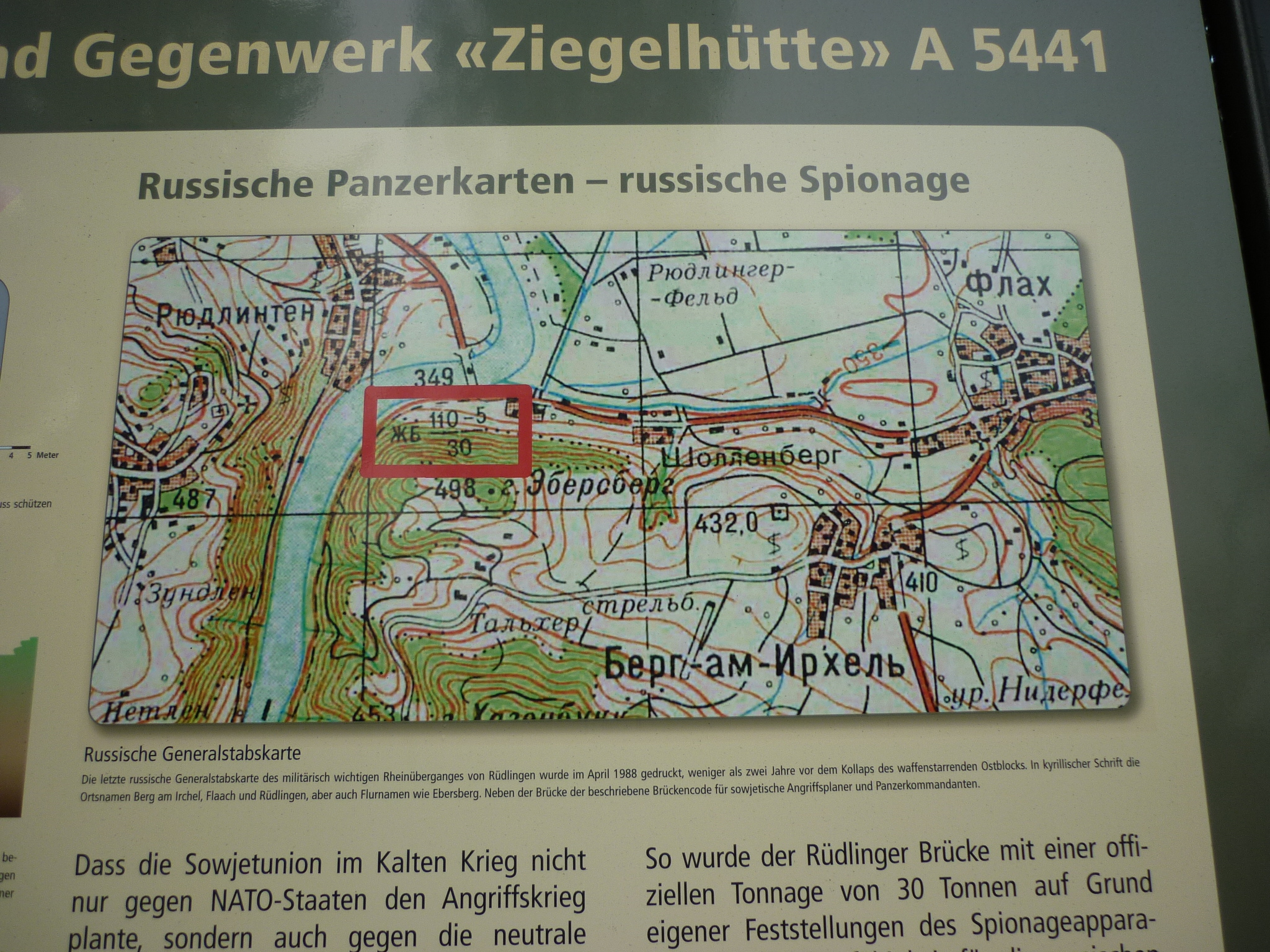
Infotafel: Sowjetische Generalstabskarte von 1988 mit Objektcharakteristik (im roten Rechteck) für die Brücke Rüdlingen (Baumaterial: ЖБ [= Железобетон / Stahlbeton], Brückenlänge: 110 m, Fahrbahnbreite: 5 m, Tragfähigkeit: 30 t) bei der Festung Ebersberg

Nach dem Zweiten Weltkrieg wurden die alten Forts stillgelegt und kleinere Anlagen neu armiert. Der Kalte Krieg führte dazu, dass die Armee modernisiert und deren Einsatz schwergewichtig für das Mittelland vorgesehen wurde. 
Mit der Truppenordnung 47 (TO 47) wurden die Reduitbrigaden 21 (Berner Oberland), 22 (Ob- und Nidwalden, Oberhasli), und 24 (Innerschweiz) geschaffen, die bisherige Gebirgsbrigade 9 wurde zur Reduitbrigade 23. Sie verfügten je über ein Festungsartillerieregiment. 
Die Truppenordnung 51 (TO 51) schuf die Festungsbrigaden 10 (St-Maurice), 13 (Sargans) und die bisherige Reduitbrigade 23 wurde in Festungsbrigade 23 (Gotthard) umbenannt. Für die grenznahen Festungswerke waren die Festungstruppen der Grenzbrigaden zuständig. 

### Armee 61
Mit der Armeereform 61 (TO 61) wurden die drei Festungs- und drei Reduitbrigaden dem neu geschaffenen Gebirgsarmeekorps 3 unterstellt.
Gliederung und Truppenstärke der Festungstruppen waren bei der TO 61 (Stand 1994) folgende:
- Feldarmeekorps 1 (Mittelland West): Grenzbrigaden 1, 2, 3 = 14 Kompanien
- Feldarmeekorps 2 (Mittelland Mitte): Grenzbrigaden 4, 5 = 10 Kompanien
- Feldarmeekorps 4 (Mittelland Ost): Grenzbrigaden 6, 7, 8 = 20 Kompanien
- Gebirgsarmeekorps 3: Festungsbrigaden 10, 13, 23 = 59 Kompanien, Reduitbrigaden 21, 22, 24 = 44 Kompanien, Grenzbrigaden 9, 11, 12 = 27 Kompanien

### Festungsbrigade 23
Nach Umbenennungen in Festungsbesatzung St. Gotthard und später Gotthardbesatzung wurde der Verband mit der TO 47 (1948–1951) zur Reduitbrigade 23. Neben dem Stab Reduitbrigade 23 waren die wichtigsten Verbände das Festungsartillerieregiment 23, das Infanterieregiment 65 und Territorialregiment 81. 
Mit der TO 51 erfolgte die Umbenennung der Reduitbrigade 23 in Festungsbrigade 23. Diese umfasste neben dem Festungsregiment 23 die Infanterieregimenter 81 und 87 sowie die Auszugsbataillone Füsilierbataillon 87 und 108. Mit der Armee 61 kam das Infanterieregiment 69 sowie Fliegerabwehr (Flab) dazu. 
Die Armee 61 gliederte die Festungsbrigade 23 wie folgt: Stab, 2 Gebirgsfüsilierbataillone Auszug, 7 Füsilierbataillone Landwehr, 4 Festungsabteilungen, 2 Fliegerabwehrabteilungen; 1 Genieabteilung und weitere Einheiten. Sie brachte mit der schrittweisen Einführung von 8,1 cm und 12 cm Festungsminenwerfern wieder eine Verstärkung der Feuerkraft. Ihr Auftrag war, die Zugänge zu den Alpenpässen zu sperren, den engeren Brigaderaum zu halten und dessen Anlagen schützen.

## Neuorganisation der Festungstruppen 1978
Die mangelnde Einheit der Verantwortung (Infanterie, Genie und Festungen, Artillerie) sowie der unterschiedliche Dienstleistungsrhythmus der Heeresklassen (Auszug, Landwehr, Landsturm) führte zur Unterstellung der Ausbildung und Ausrüstung der Festungstruppen unter die Genie- und Festungstruppen sowie einem einheitlichen 2-Jahres-Turnus für die Militärdienstleistungen. 
Die Festungsformationen in den Artillerieforts umfassten die Festungsartillerie (Kanoniere, Vermesser, Beobachter), die Artillerieübermittlung, die Festungsinfanterie (Füsiliere, Mitrailleure/Panzerabwehrkanoniere, Minenwerferkanoniere), den Werkschutz (Werkschutzsoldaten, Maschinisten, Werkübermittlung), die Motorfahrer und die Festungsflab (Fliegerabwehrkanoniere, Luftbeobachter). Die Festungsformationen hatten die Hauptaufgabe, die Kampfverbände mit Artilleriefeuer zu unterstützen.
Die Werkformationen in den Infanterieforts und -bunkern umfassten die Festungsinfanterie, den Werkschutz und die Motorfahrer. Sie bildeten mit ihren verbunkerten Waffen eine Verstärkung der ortsfesten Kampftruppen. 

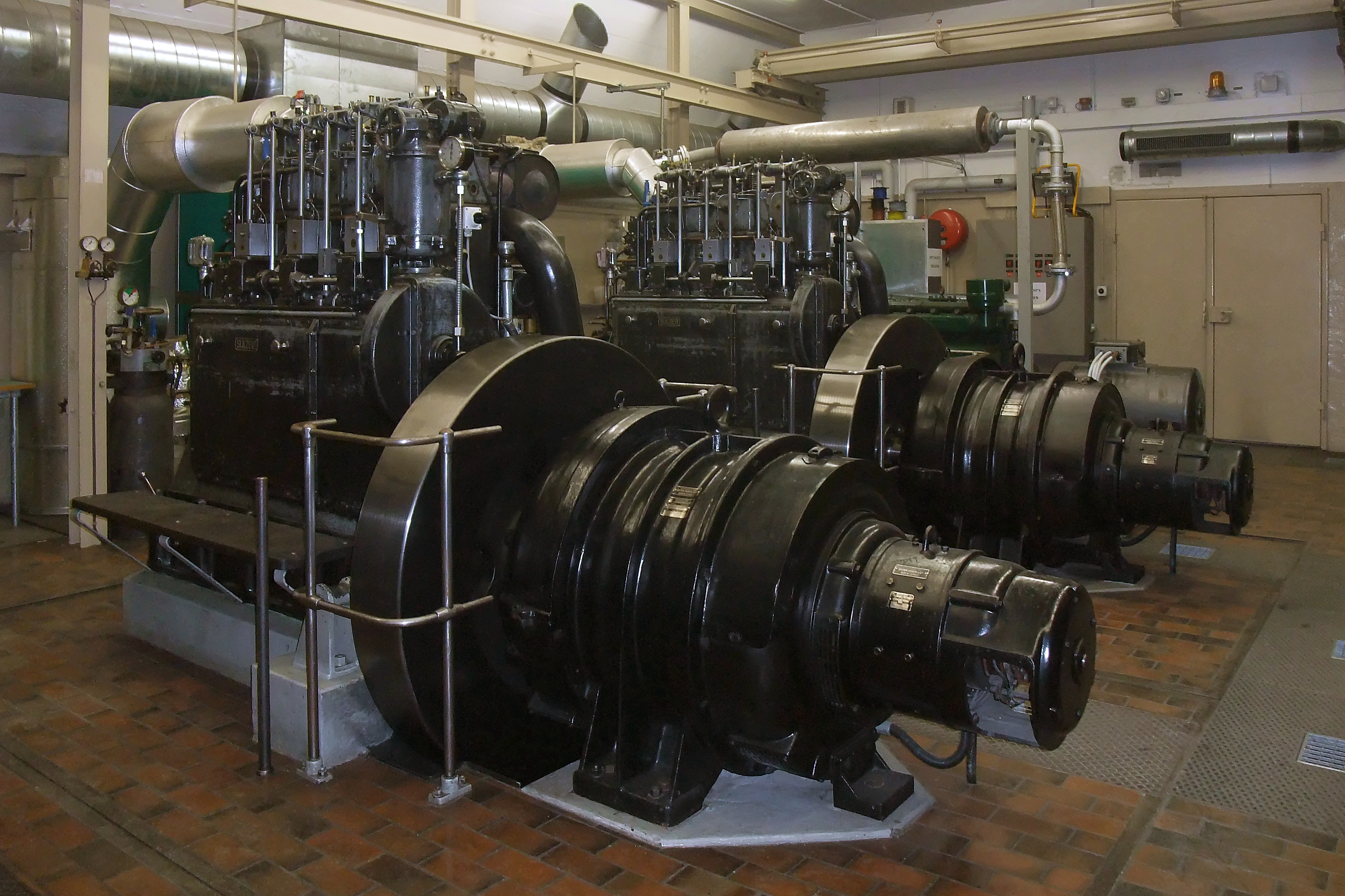
Furggels: Dieselgeneratoren
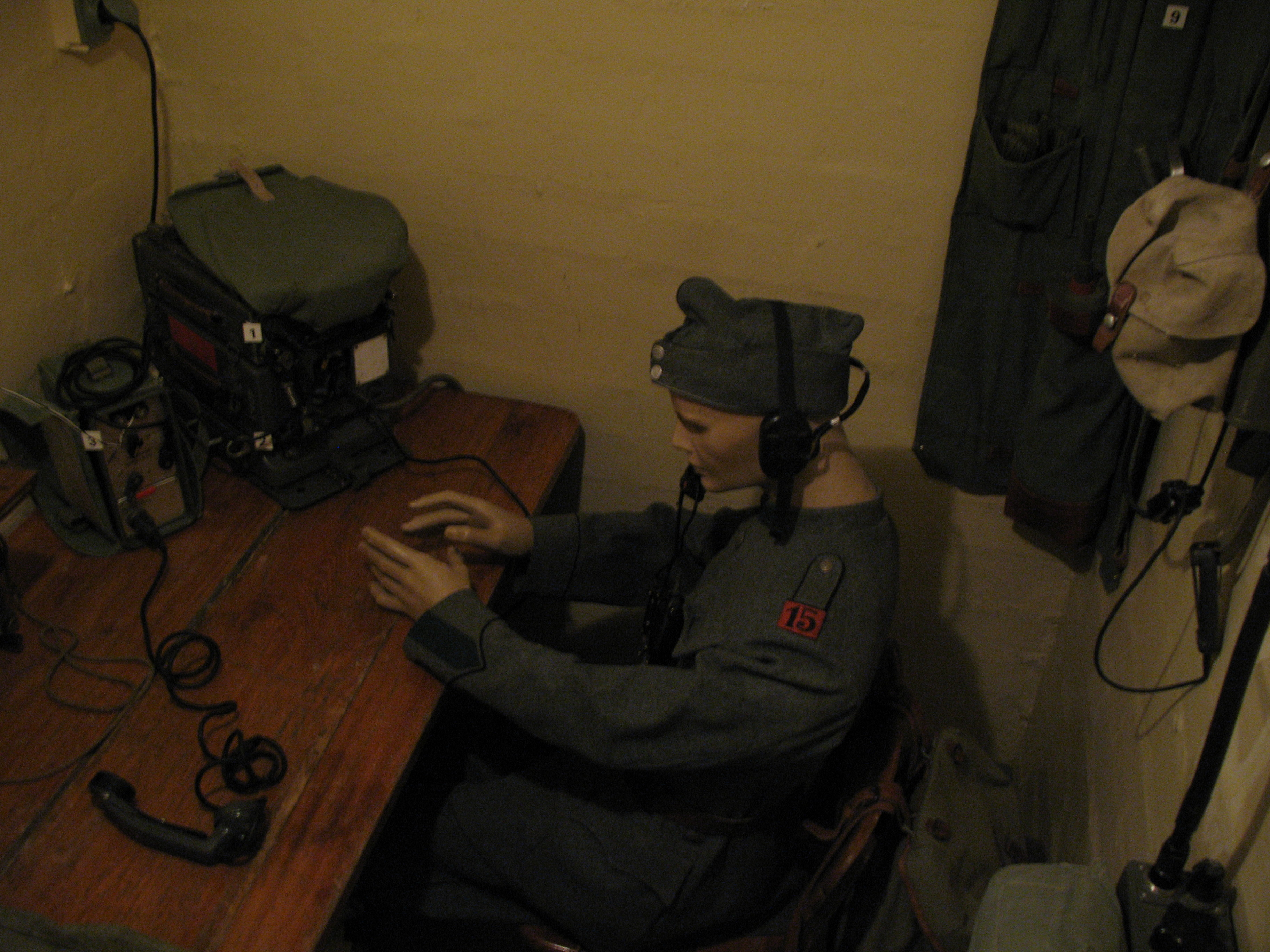
Fürigen: Funkraum
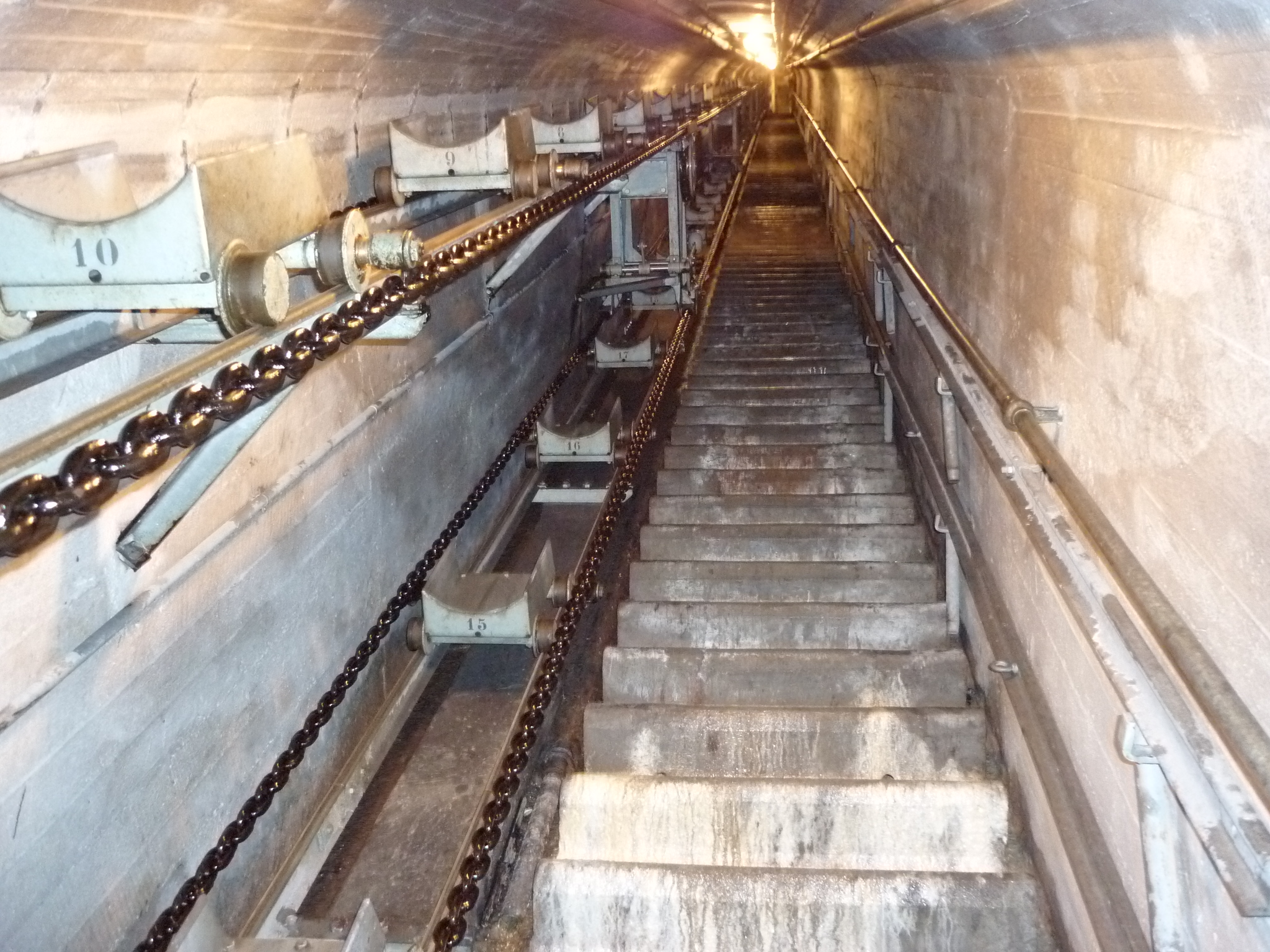
Furggels: Aufstieg zum Panzerturm
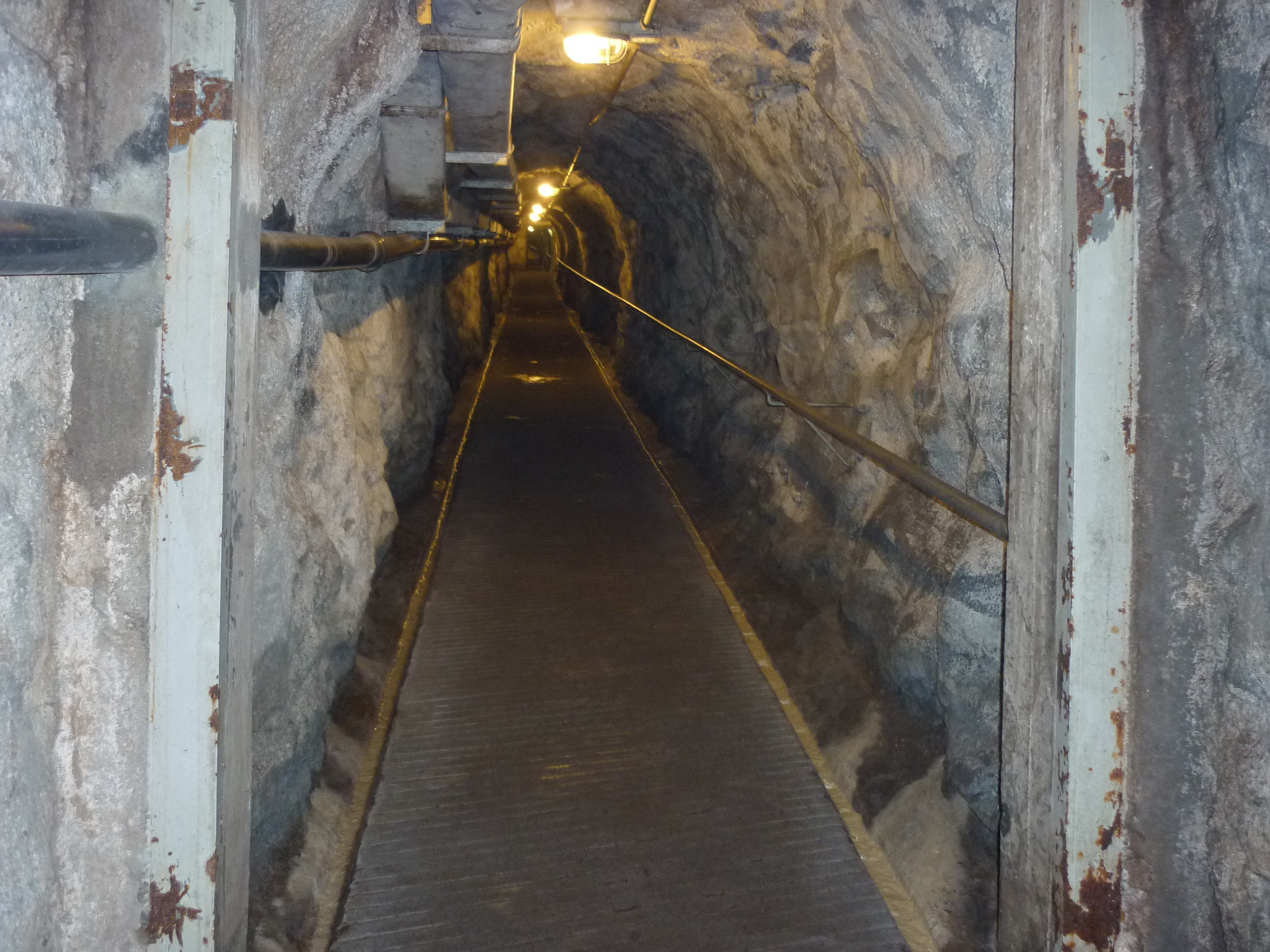
Furggels: Festungsgang

## Armee 95
Der Zusammenbruch der Sowjetunion 1991 brachte das Ende des Kalten Krieges. Die folgende Entspannung war der Anlass zur Armeereform 95, die eine Verkleinerung der Armeebestände und die Stilllegung von Festungen brachte. Am Gotthard wurden 1994 die vier Panzerturm-  und 1999 die beiden Kasemattwerke stillgelegt. An ihrer Stelle sollten der 12 cm Festungsminenwerfer 1959 und die 15,5 cm Festungskanone 93 L52 BISON in Monoblocks das Unterstützungsfeuer sicherstellen. Die Festungsartillerie wurde in der Festungsartillerieabteilung 6 zusammengefasst, die Infanterie wurde reduziert. Anstelle der raumdeckenden Abwehr hatten nun die Brigaden eine dynamische Raumverteidigung zu führen. 

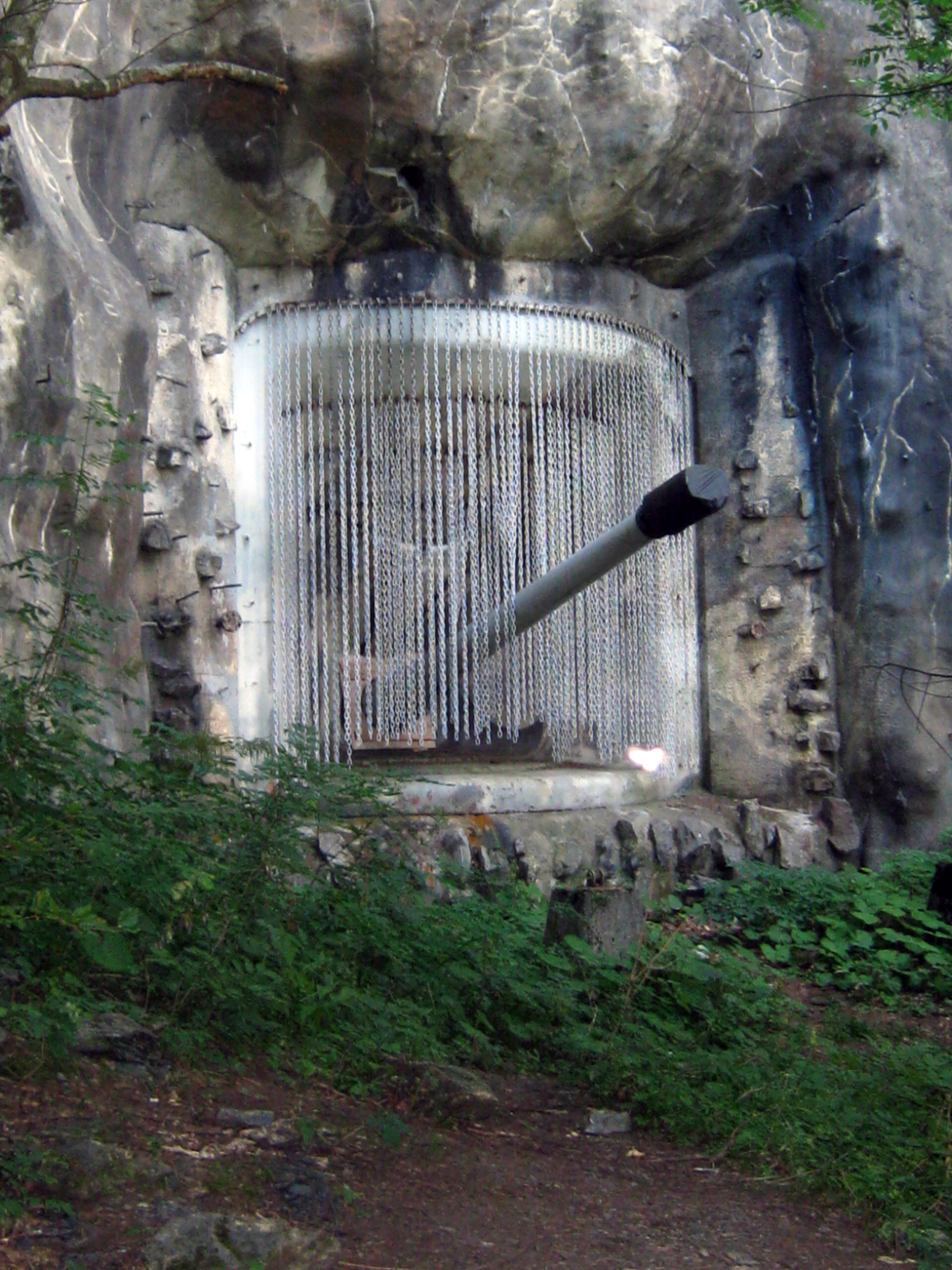
Furggels: 15 cm Festungskanone
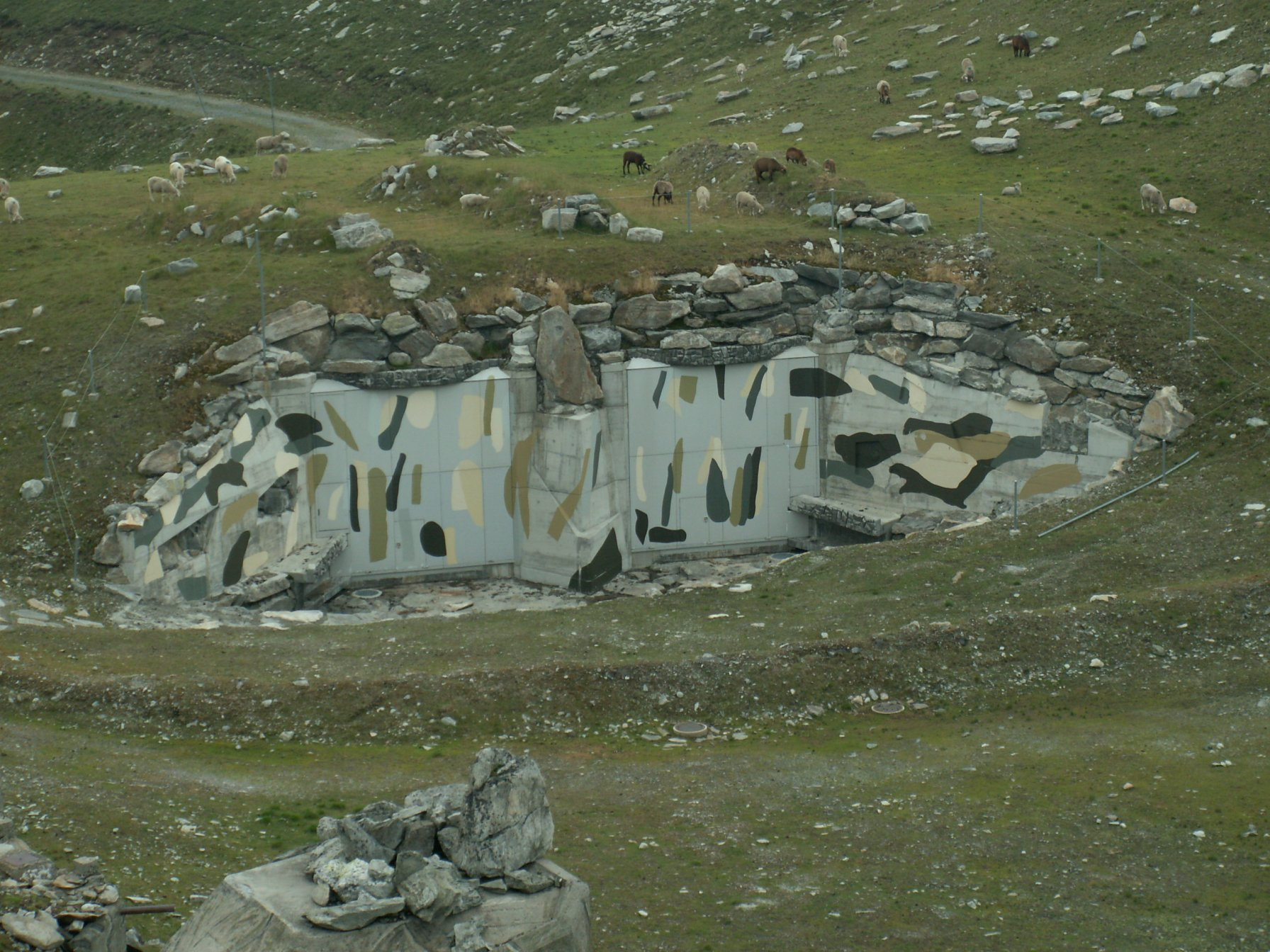
Scharten für 15,5 cm Festungskanone 93 L52 BISON

### Festungsbrigaden
Die drei Festungsbrigaden blieben als raumgebundene Verbände erhalten. Sie sollten die strategisch wichtigen Alpentransversalen offen- und instand halten sowie schützen.
Die Brigade umfasste: Stab, 1 Festungsbrigadestabsbataillon, 1 Gebirgsinfanteriebataillon, 5 Gebirgsfüsilierbataillone, 1 Haubitzabteilung, 1 Leicht Fliegerabwehrabteilung, 1 Festungspionierbataillon und 1 Festungsartillerieabteilung.
Bei seinem Besuch in der Schweiz unterstrich der damalige amerikanische Generalstabschef Colin Powell die Bedeutung einer glaubwürdig verteidigungsfähigen Schweiz, vor allem damit über den strategisch wichtigen Alpentransversalen kein Sicherheitsvakuum entstehe.

## Armee XXI

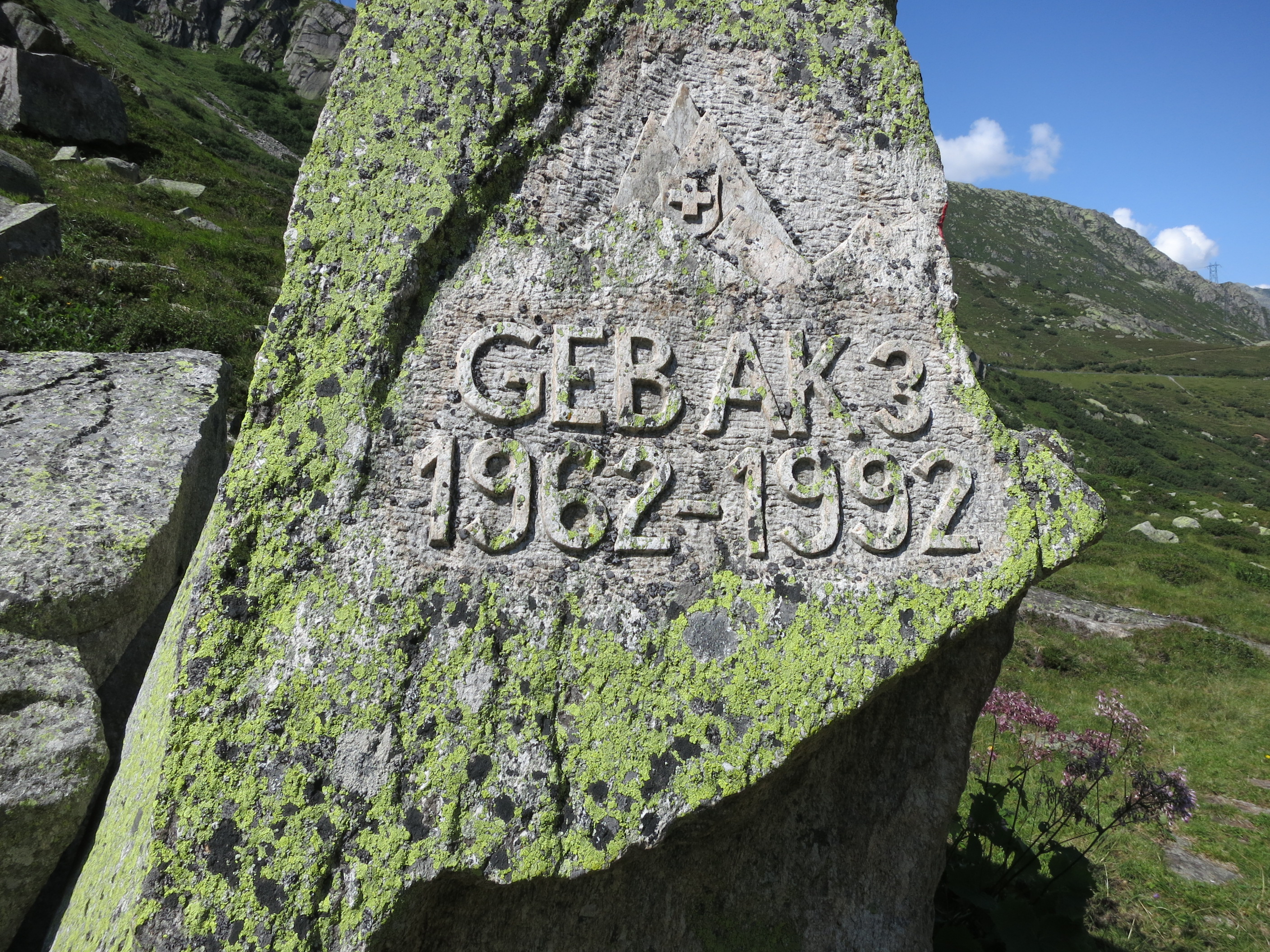
Gedenkstein Gebirgsarmeekorps 3 am Gotthardsaumweg

Die Neugliederung der Armee XXI führte 2003 zu einer wesentlichen Reduktion der Bestände. Das Gebirgsarmeekorps und die grossen Verbände im Gotthardraum, die Gebirgsdivision 9 und die Festungsbrigade 23, wurden aufgehoben. Der Auftrag der Verteidigung der Gotthardachse wurde der neu gebildeten Gebirgsinfanteriebrigade 9 (Br fant mont 9) zugewiesen.
Die Festungsartillerie wurde als Kampfmittel 2011 aufgegeben, nachdem ihr Kampfwert wegen immer leistungsfähigeren Abstandswaffen, der immer schwierigeren Geheimhaltung der Stellungen und der zivilen Überbauung von Wirkungsräumen deutlich abgenommen hatte. Die verbliebenen Artilleriefestungen wurden stillgelegt, die 12-cm-Minenwerfer- und BISON-Stellungen allerdings in einem Zustand, der die spätere Reaktivierung zulassen würde.